# سوني ديكسون
سوني ديكسون (بالإنجليزية: Sonny Dixon)‏ هو لاعب كرة قاعدة أمريكي، ولد في 5 نوفمبر 1924 في تشارلوت في الولايات المتحدة، وتوفي بنفس المكان في 19 نوفمبر 2011.

## وصلات خارجية
- سوني ديكسون على موقعبيزبول رفرنس.كوم (الدوري الرئيسي) (الإنجليزية)